# تپه تپهخک
تپه تپهخک مربوط به سدهٔ ۳ و ۴ ه.ق است و در شهرستان تربت جام، روستای تپهخک واقع شده و این اثر در تاریخ ۵ تیر ۱۳۸۴ با شمارهٔ ثبت ۱۱۹۴۰ به‌عنوان یکی از آثار ملی ایران به ثبت رسیده است.